# Chula (Missouri)
Chula – miasto w Stanach Zjednoczonych, położone w północnej części stanu Missouri.
Liczba mieszkańców w 2000 roku wynosiła 208.